# Lone Wolf and Cub
Lone Wolf and Cub (子連れ狼, Kozure Ōkami, littéralement « le loup accompagné de son petit ») est un gekiga manga historique (jidai mono) écrit par Kazuo Koike et dessiné par Goseki Kojima. Il fait la chronique de la vie de Ogami Ittō, l'exécuteur du shogun. Il est prépublié entre 1970 et 1976 dans le magazine Weekly Manga Action de l'éditeur Futabasha et comporte vingt-huit tomes. La version française est publiée en intégralité par Panini Comics.
Le manga est adapté à de nombreuses reprises en films, pièces de théâtres et série télévisée. L'ambiance et le découpage de ce manga ont eu une forte influence, aussi bien sur les mangaka japonais que sur les auteurs occidentaux (l'exemple le plus évident est Frank Miller, qui a dessiné des couvertures pour la série).
Ses multiples références, ses descriptions des différents éléments de la société et sa précision historique, les reflexions sur la vie, son sens et sa valeur, sur les différentes voies qui s'offrent à l'homme, sur différents enseignements religieux ou philosophiques, ajouté au fait que l'auteur était directeur d'étude à l'université des arts d'Osaka, en font un ouvrage important et reconnu. Il rejoint dans cette catégorie Kamui-den, autre somme sur cette époque.

## Intrigue
L'histoire se déroule durant le XVIIe siècle au Japon, pendant la période Edo. Le Japon est encore une société féodale, divisé en han (fiefs) et dirigé d'une main de fer par le shogunat du clan Tokugawa. Ce pouvoir central très hiérarchisé exerce son contrôle sur tous les han (fiefs) du Japon par plusieurs biais basés sur 3 piliers :
- le clan Yagyū, qui détient le poste prestigieux de maître d'armes de la maison Tokugawa mais aussi un clan d'assassins, très influent et puissant. Premier pilier, ce clan possède une face publique, le Yagyū Omote, et une face cachée, le Yagyū Ura. Il existe aussi des sous-clans ayant des fonctions bien spécifiques. Le chef incontesté de la clique des Ura Yagyū est Yagyū Retsudō ;
- le clan Kurokuwa, un clan de ninjas, épiant les Hans pour le compte du shogun, les infiltrant pour étouffer dans l'œuf les rébellions contre le pouvoir central d'Edo ;
- le kogi kaishakunin, un titre signifiant à peu près « assistant chargé de mission ». C'est un samouraï portant les armoiries du shogunat (Aoi Go-Mon), chargé de l'exécution des daimyos (seigneurs des han) contestataires — plus exactement c'est lui qui est chargé de donner le coup de grâce une fois que le daimyo s'est fait seppuku, ce qu'il fait en lieu et place du shogun (raison pour laquelle il porte ses armoiries, afin de symboliser le fait que c'est par la main du shogun que l'exécuté est condamné à mort, mais aussi qu'il se voit accorder la miséricorde d'une décapitation rapide et d'une mort digne).

Ogami Ittō est le kogi kaishakunin du shogun, et jouit alors d'une réputation considérable. Cependant, le clan Yagyū convoitant son poste prestigieux parvient à massacrer son clan, exception faite de son fils Daigoro, et à le discréditer. Forcé de pratiquer le suicide rituel (seppuku), Ogami choisit de ne pas se soumettre, et s'engage dans la voie du meifumado (voie des démons et des assassins, samouraï dès lors hors-la-loi) afin de venger son clan, sa femme et son honneur.
Il emmène avec lui dans sa quête son très jeune fils qui sera le témoin des innombrables massacres qui jalonneront cette quête, alternance de contrat d'assassinats sans liens et de rencontres avec les Yagyū qui le poursuivent. Les différents épisodes permettent d'exposer des techniques, des tactiques, des stratégies reliés à des ouvrages ou à des enseignements, Comme "L'art de la guerre" de Sun Tzu (t1, p90).
Ce n'est qu'au 2e tome que l'origine de cette quête est exposée. Les 2 derniers épisodes de ce tome permettent d'entrevoir une lueur d'humanité dans le personnage. Il permet à sa cible, une femme violée, d'aller au bout de sa vengeance avant de l'exécuter. Il fait un pèlerinage en hommage à une victime latérale.

## Personnages principaux

### Clan Ogami
- Ogami Ittō : Il était le kogi kaishakunin du shogun, jusqu'à ce que le clan Yagyū, convoitant ce 3ème pilier du shogunat, complote contre lui. Ce complot le destitua de son titre. Ses armes fétiches sont un dotanuki, sabre de combat plus court et plus lourd que le katana classique, et des naginatas dissimulées dans l'armature de la charrette dans laquelle il transporte son fils.

Sous le pseudonyme de "Kozure Okami", le loup accompagné de son petit (remarque : Ogami Itto peut aussi être lut "Loup armé d'un seul sabre"[réf. nécessaire]), il va louer ses services d'assassin pour l'énorme somme de 500 Ryō le meurtre (indépendamment du nombre de personnes à tuer). Sa maîtrise de la koryu de kenjutsu, école de sabre, Suiō-ryu (style de la mouette sur l'eau) et sa volonté inébranlable lui permettent de mener à bien toutes ses missions et de pouvoir défier le pouvoir des Yagyu. Ittō a d'ailleurs plusieurs bottes secrètes dans sa manche, parmi lesquelles "Namikiri-no-tachi" (l'épée trancheuse de vagues), "Kabutowari" (frappe fendeuse de heaume) et  la technique du Zambato.
Il y a alors parallèlement une opposition entre koryu, les Yagyu ayant leur propre art du sabre : Yagyū Shinkage-ryū et Yagyu Shingan-ryū. D'autres écoles sont régulièrement mentionnées, Nen-ryu, Ichiden ryu ( t1p77) mais aussi des armes particulières (furizue du Hozan-Ryu )
- Ogami Daigoro : Le fils de Ogami Ittō, âgé d'un an seulement au début de l'histoire. Malgré son très jeune âge, le narrateur prend régulièrement des mesures extrêmes pour montrer sa résolution précoce, et à quel point il est un digne fils d'une famille de guerriers héréditaires (Buke) : dès un an, il s'engage avec son paternel sur Meifumadō, la voie de la damnation qui conduit au tribunal du Grand Roi Yanluowang.

### Clan Yagyu
Premier pilier du shogunat, contrairement au clan Kurokuwa le 2eme pilier, il est quasi absent du 1er tome, n'apparaissant qu'en filigrane alors qu'il est à l'origine de l'histoire.
- Yagyū Retsudō : Présenté comme le quatrième fils (fictif) de Yagyū Munenori, les trois autres (Mitsuyoshi, Tomonori et Munefuyu) étant décédés (ou du moins absent de l'histoire), il s'est retrouvé à la fois le chef des Ura-Yagyū et le membre le plus proéminent de Omote-Yagyū, ce qui en fait un membre très influent de la cour du Shōgun. Âgé de plus de 60 ans, il est l'un des meilleurs sabreurs de son temps, mais sa soif de pouvoir lui fait trahir le Bushido, la Voie des samouraïs, à plusieurs reprises, tandis qu'il recourt à des stratagèmes et des circonvolutions variées pour se débarrasser de Ogami Ittō. En outre, il ne se bat jamais ou presque de façon équitable, raison pour laquelle il lui envoie des hordes d'ennemis, pour ne serait-ce que blesser légèrement Ittō, endommager le fil de sa lame ou lui faire gaspiller des balles, avant de l'engager en personne en combat singulier. Malgré cela, Retsudō n'est pas un personnage complètement maléfique, et ses motifs, ainsi que ses bons côtés, sont dévoilés dans la seconde moitié de l'œuvre et vers la fin.

- Ses fils : Yagyū Hyogo, Yagyū Kurando, Yagyū Gunbei et sa fille Yagyū Kaori sans oublier son fils illégitime Yagyū Hyoei. À la tête de leurs troupes d'élite, ils seront chacun envoyés combattre Ittō, qui va les pourfendre les uns après les autres.

### Clan Kurokuwa
2eme pilier du shogunat, il apparaît dès le 1er tome, dans un transport de prisonnier. Peu impliqué au début il va se voir manipuler par les Yagyū et se retourner contre Ogami Ittō. Il apparaît dans le dernier épisode du tome 1.

### Les différents hans et autres protagonistes sporadiques
L'oeuvre décrit aussi les luttes des hans entre eux, ou simplement pour rester en vie et ne pas être dissout par l'avidité du shogunat. Les hanshi, les membres du clan mais aussi le peuple enfin y sont décrits, qui vont parfois jusqu'à l'engager au prix de sacrifices jusqu'à la prostitution (La fleur de Tsuwa) ou la mort. Outre les confrontations avec les deux piliers et les engagements, d'autres épisodes sont des rencontres fortuites.

#### Les différentes fonctions et formations intervenant dans l'intrigue[3]
- le kuni karô et l'édo karô, secondant le daimyo et dirigeant respectivement le fief et sa représentation à Edo, d'où de possibles rivalités
- le bangashira ou banto : chef des forces militaires[4]
- le metsuke, inspecteur, police
- le daikan, administrateur de terres shogunales
- les clans de yakuzas, soumis à un code
- les 2 principaux clans Ninja (shinobi ) de Kôga et de Iga, celui ci étant au service du shoguna et possédant une base à Edo, le Iga-yashiki, et possédant des satoiri ninja infiltrés parmi les fonctionnaires des han.
- les samurai, ou bushi, et leurs dérives : ronins quand leur han est dissout, et tobiccho quand ils passent au brigandage
- les gomine, artistes de rue
- orisuke ou watari chûgen, classe de serviteurs temporaires d'Edo en remplacement des chûgen (serviteur du clan, loyaux)

#### Autres éléments du récit
- Le saki ou soif de sang qui peut être ressenti par un combattant
- Le kantôrai : L'essence du code du samouraï
- le shishôgan : l'état de celui qui atteint la vacuité

## Manga
Lone Wolf and Cub est publié du 10 septembre 1970 au 1er avril 1976 dans le Weekly Manga Action de l'éditeur Futabasha. L'éditeur publie les chapitres au format tankōbon en 28 volumes de 1972 à 1976, puis en édition wideban en 14 volumes, puis une nouvelle édition tankōbon de 28 volumes, puis une édition bunkoban de 28 volumes, puis une édition Deluxe de 20 volumes et une édition aizōban de 20 volumes. Lorsque Lone Wolf and Cub est sorti pour la première fois au Japon en 1970, il est devenu extrêmement populaire pour son histoire puissante et épique de samouraïs et sa description brutale et horrible de la violence à l'époque des Tokugawa. En 2014, le manga s'était vendu à 8,3 millions d'exemplaires au Japon, et à 11,8 millions dans le monde.
Lone Wolf and Cub est très apprécié en raison de sa portée épique, de son exactitude historique détaillée, de ses illustrations magistrales et de son rappel nostalgique de l'éthique du bushido. De nombreuses planches de la série sont des représentations de la nature, de lieux historiques du Japon et d'activités traditionnelles. La série raconte le destin de Yamada Asaemon, le personnage principal de Samurai Executioner, également créé par Kazuo Koike et Gōseki Kojima,.

### Technique
Goseki Kojima alterne plusieurs techniques de dessin dont le lavis qu'il développe parfois sur les 2 demi pages pour décrire de très beaux paysages. Certaines scènes se déploient uniquement sur la partie haute des 2 demi pages pour se continuer en partie basse permettant des champs très larges. Les scènes de combat alternent des images où la vitesse est figurée par un maelström de trait et des plans fixes percutants qui ont fait la réputation du dessinateur avec ses lavis et que l'on retrouve dans d'autres de ses œuvres.

## Adaptations

### Films
La série est transposée une première fois au cinéma en six films entre 1972 et 1974, avec Tomisaburo Wakayama dans le rôle d'Ogami Ittō. Kazuo Koike adapte lui-même son manga, exception faite du dernier épisode. Sorti d'abord aux États-Unis, Shogun Assassin est un remontage des deux premiers épisodes de la série, simplifiant l'intrigue et privilégiant l'action. Cette adaptation cinématographique fait partie des influences de Quentin Tarantino, dans Kill Bill 2, la mariée et sa fille regardent Shogun Assassin. Une nouvelle adaptation voit le jour en 1993 avec Masakazu Tamura dans le rôle d'Ogami Ittō.
- 1972 : Baby Cart : Le Sabre de la vengeance (子連れ狼 子を貸し腕貸しつかまつる, Kozure Ōkami: Kowokashi udekashi tsukamatsuru?) de Kenji Misumi
- 1972 : Baby Cart : L'Enfant massacre (子連れ狼 三途の川の乳母車, Kozure Ōkami: Sanzu no kawa no ubaguruma?) de Kenji Misumi
- 1972 : Baby Cart : Dans la terre de l'ombre (子連れ狼 死に風に向う乳母車, Kozure Ōkami: Shinikazeni mukau ubaguruma?) de Kenji Misumi
- 1972 : Baby Cart : L'Âme d'un père, le cœur d'un fils (子連れ狼 親の心子の心, Kozure Ōkami: Oya no kokoro ko no kokoro?) de Buichi Saitō
- 1973 : Baby Cart : Le Territoire des démons (子連れ狼 冥府魔道, Kozure Ōkami: Meifumadō?) de Kenji Misumi
- 1974 : Baby Cart : Le Paradis blanc de l'enfer (子連れ狼 地獄へ行くぞ!大五郎, Kozure Ōkami: Jigoku e ikuzo! Daigoro?) de Yoshiyuki Kuroda
- 1980 : Shogun Assassin de Robert Houston
- 1993 : Kozure Ōkami: Sono chiisaki te ni (子連れ狼 その小さき手に?) d'Akira Inoue

### Séries télévisées
- 1973 - 1976 : Kozure Ōkami  avec Kinnosuke Yorozuya : Ogami Ittō
- 1989 : Kozure Ōkami meifumadŌnonoshikyakunin DaigorŌhahakoishi avec Hideki Takahashi : Ogami Ittō
- 2002 - 2004 : Kozure Ōkami  avec Kin'ya Kitaōji : Ogami Ittō

### Jeu vidéo
En 1987, l'entreprise Nichibutsu sort un beat'em up fondé sur la série. Le joueur dirige Ogami Ittō à travers une armée d'assassins tout en portant Daigoro sur son dos.

## Prix et récompenses
- 2001 : Prix Eisner de la meilleure édition américaine d'une œuvre internationale